# ウルリヒ2世 (ヴァイマル＝オーラミュンデ伯)
ウルリヒ2世（Ulrich II., 1064年ごろ - 1112年5月13日）は、ヴァイマル＝オーラミュンデ伯（在位：1070年 - 1112年）。クライン＝イストリア辺境伯とも。

## 生涯
ウルリヒ2世はクライン＝イストリア辺境伯・ヴァイマル＝オーラミュンデ伯ウルリヒ1世とゾフィー・フォン・ウンガルンの息子である。1102年以前にチューリンゲンの伯ルートヴィヒ跳躍伯の娘アーデルハイト（1146年没）と結婚したが、不義を働いたとして追い出した。
1090年にマイセン辺境伯エクベルト2世が殺害された後、ウルリヒ2世はヴァイマルで権力を掌握し、おそらくオーラミュンデでも権力を握ることができた。
1102年にウルリヒ2世は、イストリアにあるすべての領地を、家臣やアクイレイアの教会に寄付した。
ウルリヒ2世には嗣子がおらず、1112年のウルリヒ2世の死により、ヴァイマル家の男系は断絶した。その後、神聖ローマ皇帝ハインリヒ5世はすべての私有地を没収しようとしたが、失敗した。